# WTA Tour 2015
WTA Tour 2015 – sezon profesjonalnych kobiecych turniejów tenisowych organizowanych przez Women’s Tennis Association w 2015 roku. WTA Tour 2015 obejmował turnieje wielkoszlemowe (organizowane przez International Tennis Federation), turnieje kategorii WTA Premier Series i WTA International Series, Puchar Federacji (organizowane przez ITF), zawody WTA Elite Trophy oraz WTA Finals.

## Kalendarz turniejów
| Wielki Szlem             |
| WTA Championships        |
| WTA Premier Mandatory    |
| WTA Premier 5            |
| WTA Premier              |
| WTA International Series |

### Styczeń
| Tydzień | Data        | Turniej                                                                 | Zwyciężczynie                        | Wynik            | Finalistki                          | Półfinalistki                           | Ćwierćfinalistki                                                                   |
| ------- | ----------- | ----------------------------------------------------------------------- | ------------------------------------ | ---------------- | ----------------------------------- | --------------------------------------- | ---------------------------------------------------------------------------------- |
| 1.      | 5 stycznia  | Brisbane International Brisbane WTA Premier 1 000 000 $ – Twarda        | Marija Szarapowa                     | 6:7(4), 6:3, 6:3 | Ana Ivanović                        | Varvara Lepchenko Elina Switolina       | Kaia Kanepi Angelique Kerber Ałła Kudriawcewa Carla Suárez Navarro                 |
| 1.      | 5 stycznia  | Brisbane International Brisbane WTA Premier 1 000 000 $ – Twarda        | Martina Hingis Sabine Lisicki        | 6:2, 7:5         | Caroline Garcia Katarina Srebotnik  | Varvara Lepchenko Elina Switolina       | Kaia Kanepi Angelique Kerber Ałła Kudriawcewa Carla Suárez Navarro                 |
| 1.      | 5 stycznia  | ASB Classic Auckland WTA International Series 250 000 $ – Twarda        | Venus Williams                       | 2:6, 6:3, 6:3    | Caroline Wozniacki                  | Lauren Davis Barbora Záhlavová-Strýcová | Julia Görges Urszula Radwańska Coco Vandeweghe Jelena Wiesnina                     |
| 1.      | 5 stycznia  | ASB Classic Auckland WTA International Series 250 000 $ – Twarda        | Sara Errani Roberta Vinci            | 6:2, 6:1         | Shūko Aoyama Renata Voráčová        | Lauren Davis Barbora Záhlavová-Strýcová | Julia Görges Urszula Radwańska Coco Vandeweghe Jelena Wiesnina                     |
| 1.      | 5 stycznia  | Shenzhen Open Shenzhen WTA International Series 500 000 $ – Twarda      | Simona Halep                         | 6:2, 6:2         | Timea Bacsinszky                    | Petra Kvitová Zheng Saisai              | Zarina Dijas Aleksandra Krunić Tereza Smitková Wiera Zwonariowa                    |
| 1.      | 5 stycznia  | Shenzhen Open Shenzhen WTA International Series 500 000 $ – Twarda      | Ludmyła Kiczenok Nadija Kiczenok     | 6:4, 7:6(6)      | Liang Chen Wang Yafan               | Petra Kvitová Zheng Saisai              | Zarina Dijas Aleksandra Krunić Tereza Smitková Wiera Zwonariowa                    |
| 2.      | 12 stycznia | Apia International Sydney Sydney WTA Premier 731 000 $ – Twarda         | Petra Kvitová                        | 7:6(5), 7:6(6)   | Karolína Plíšková                   | Angelique Kerber Cwetana Pironkowa      | Jarmila Gajdošová Garbiñe Muguruza Carla Suárez Navarro Barbora Záhlavová-Strýcová |
| 2.      | 12 stycznia | Apia International Sydney Sydney WTA Premier 731 000 $ – Twarda         | Bethanie Mattek-Sands Sania Mirza    | 6:3, 6:3         | Raquel Kops-Jones Abigail Spears    | Angelique Kerber Cwetana Pironkowa      | Jarmila Gajdošová Garbiñe Muguruza Carla Suárez Navarro Barbora Záhlavová-Strýcová |
| 2.      | 12 stycznia | Hobart International Hobart WTA International Series 250 000 $ – Twarda | Heather Watson                       | 6:3, 6:4         | Madison Brengle                     | Kurumi Nara Alison Riske                | Karin Knapp Camila Giorgi Roberta Vinci Zarina Dijas                               |
| 2.      | 12 stycznia | Hobart International Hobart WTA International Series 250 000 $ – Twarda | Kiki Bertens Johanna Larsson         | 7:5, 6:3         | Witalija Djaczenko Monica Niculescu | Kurumi Nara Alison Riske                | Karin Knapp Camila Giorgi Roberta Vinci Zarina Dijas                               |
| 3.–4.   | 19 stycznia | Australian Open Melbourne Wielki Szlem 15 561 973 $ – Twarda            | Serena Williams                      | 6:3, 7:6(5)      | Marija Szarapowa                    | Madison Keys Jekatierina Makarowa       | Eugenie Bouchard Dominika Cibulková Simona Halep Venus Williams                    |
| 3.–4.   | 19 stycznia | Australian Open Melbourne Wielki Szlem 15 561 973 $ – Twarda            | Bethanie Mattek-Sands Lucie Šafářová | 6:4, 7:6(5)      | Chan Yung-jan Zheng Jie             | Madison Keys Jekatierina Makarowa       | Eugenie Bouchard Dominika Cibulková Simona Halep Venus Williams                    |

### Luty
| Tydzień | Data      | Turniej                                                                          | Zwyciężczynie                                  | Wynik              | Finalistki                            | Półfinalistki                                | Ćwierćfinalistki                                                         |
| ------- | --------- | -------------------------------------------------------------------------------- | ---------------------------------------------- | ------------------ | ------------------------------------- | -------------------------------------------- | ------------------------------------------------------------------------ |
| 6.      | 9 lutego  | BNP Paribas Fortis Diamond Games Antwerpia WTA Premier 731 000 $ – Twarda (hala) | Andrea Petković                                | walkower           | Carla Suárez Navarro                  | Karolína Plíšková Barbora Záhlavová-Strýcová | Mona Barthel Dominika Cibulková Lucie Šafářová Francesca Schiavone       |
| 6.      | 9 lutego  | BNP Paribas Fortis Diamond Games Antwerpia WTA Premier 731 000 $ – Twarda (hala) | Anabel Medina Garrigues Arantxa Parra Santonja | 6:4, 3:6, 10–5     | An-Sophie Mestach Alison Van Uytvanck | Karolína Plíšková Barbora Záhlavová-Strýcová | Mona Barthel Dominika Cibulková Lucie Šafářová Francesca Schiavone       |
| 6.      | 9 lutego  | PTT Thailand Open Pattaya WTA International Series 250 000 $ – Twarda            | Daniela Hantuchová                             | 3:6, 6:3, 6:4      | Ajla Tomljanović                      | Marina Erakovic Mónica Puig                  | Misaki Doi Duan Yingying Jewgienija Rodina Wiera Zwonariowa              |
| 6.      | 9 lutego  | PTT Thailand Open Pattaya WTA International Series 250 000 $ – Twarda            | Chan Hao-ching Chan Yung-jan                   | 2:6, 6:4, 10–3     | Shūko Aoyama Tamarine Tanasugarn      | Marina Erakovic Mónica Puig                  | Misaki Doi Duan Yingying Jewgienija Rodina Wiera Zwonariowa              |
| 7.      | 16 lutego | Dubai Duty Free Tennis Championships Dubaj WTA Premier 5 2 513 000 $ – Twarda    | Simona Halep                                   | 6:4, 7:6(4)        | Karolína Plíšková                     | Garbiñe Muguruza Caroline Wozniacki          | Jekatierina Makarowa Flavia Pennetta Lucie Šafářová Carla Suárez Navarro |
| 7.      | 16 lutego | Dubai Duty Free Tennis Championships Dubaj WTA Premier 5 2 513 000 $ – Twarda    | Tímea Babos Kristina Mladenovic                | 6:3, 6:2           | Garbiñe Muguruza Carla Suárez Navarro | Garbiñe Muguruza Caroline Wozniacki          | Jekatierina Makarowa Flavia Pennetta Lucie Šafářová Carla Suárez Navarro |
| 7.      | 16 lutego | Rio Open Rio de Janeiro WTA International Series 250 000 $ – Ceglana             | Sara Errani                                    | 7:6(2), 6:1        | Anna Karolína Schmiedlová             | Irina-Camelia Begu Johanna Larsson           | Julja Gluszko Beatriz Haddad Maia Dinah Pfizenmaier Verónica Cepede Royg |
| 7.      | 16 lutego | Rio Open Rio de Janeiro WTA International Series 250 000 $ – Ceglana             | Ysaline Bonaventure Rebecca Peterson           | 3:0 krecz          | Irina-Camelia Begu María Irigoyen     | Irina-Camelia Begu Johanna Larsson           | Julja Gluszko Beatriz Haddad Maia Dinah Pfizenmaier Verónica Cepede Royg |
| 8.      | 23 lutego | Qatar Total Open Doha WTA Premier 731 000 $ – Twarda                             | Lucie Šafářová                                 | 6:4, 6:3           | Wiktoryja Azaranka                    | Carla Suárez Navarro Venus Williams          | Petra Kvitová Andrea Petković Agnieszka Radwańska Caroline Wozniacki     |
| 8.      | 23 lutego | Qatar Total Open Doha WTA Premier 731 000 $ – Twarda                             | Raquel Kops-Jones Abigail Spears               | 6:4, 6:4           | Hsieh Su-wei Sania Mirza              | Carla Suárez Navarro Venus Williams          | Petra Kvitová Andrea Petković Agnieszka Radwańska Caroline Wozniacki     |
| 8.      | 23 lutego | Abierto Mexicano Telcel Acapulco WTA International Series 250 000 $ – Twarda     | Timea Bacsinszky                               | 6:3, 6:0           | Caroline Garcia                       | Sesił Karatanczewa Marija Szarapowa          | Johanna Larsson Mirjana Lučić-Baroni Mónica Puig Magdaléna Rybáriková    |
| 8.      | 23 lutego | Abierto Mexicano Telcel Acapulco WTA International Series 250 000 $ – Twarda     | Lara Arruabarrena María-Teresa Torró-Flor      | 7:6(2), 5:7, 13–11 | Andrea Hlaváčková Lucie Hradecká      | Sesił Karatanczewa Marija Szarapowa          | Johanna Larsson Mirjana Lučić-Baroni Mónica Puig Magdaléna Rybáriková    |

### Marzec
| Tydzień | Data     | Turniej                                                                        | Zwyciężczynie                      | Wynik          | Finalistki                           | Półfinalistki                  | Ćwierćfinalistki                                                                    |
| ------- | -------- | ------------------------------------------------------------------------------ | ---------------------------------- | -------------- | ------------------------------------ | ------------------------------ | ----------------------------------------------------------------------------------- |
| 9.      | 2 marca  | Abierto Monterrey Afirme Monterrey WTA International Series 500 000 $ – Twarda | Timea Bacsinszky                   | 4:6, 6:2, 6:4  | Caroline Garcia                      | Sara Errani Ana Ivanović       | Kristina Mladenovic Anastasija Pawluczenkowa Urszula Radwańska Magdaléna Rybáriková |
| 9.      | 2 marca  | Abierto Monterrey Afirme Monterrey WTA International Series 500 000 $ – Twarda | Gabriela Dabrowski Alicja Rosolska | 6:3, 2:6, 10–3 | Anastasija Rodionowa Arina Rodionowa | Sara Errani Ana Ivanović       | Kristina Mladenovic Anastasija Pawluczenkowa Urszula Radwańska Magdaléna Rybáriková |
| 9.      | 2 marca  | BMW Malaysian Open Kuala Lumpur WTA International Series 250 000 $ – Twarda    | Caroline Wozniacki                 | 4:6, 6:2, 6:1  | Alexandra Dulgheru                   | Jarmila Gajdošová Hsieh Su-wei | Julia Görges Jelizawieta Kuliczkowa Kurumi Nara Carina Witthöft                     |
| 9.      | 2 marca  | BMW Malaysian Open Kuala Lumpur WTA International Series 250 000 $ – Twarda    | Liang Chen Wang Yafan              | 4:6, 6:3, 10–4 | Julija Bejhelzimer Olha Sawczuk      | Jarmila Gajdošová Hsieh Su-wei | Julia Görges Jelizawieta Kuliczkowa Kurumi Nara Carina Witthöft                     |
| 10.–11. | 11 marca | BNP Paribas Open Indian Wells WTA Premier Mandatory 5 381 235 $ – Twarda       | Simona Halep                       | 2:6, 7:5, 6:4  | Jelena Janković                      | Sabine Lisicki Serena Williams | Timea Bacsinszky Łesia Curenko Flavia Pennetta Carla Suárez Navarro                 |
| 10.–11. | 11 marca | BNP Paribas Open Indian Wells WTA Premier Mandatory 5 381 235 $ – Twarda       | Martina Hingis Sania Mirza         | 6:3, 6:4       | Jekatierina Makarowa Jelena Wiesnina | Sabine Lisicki Serena Williams | Timea Bacsinszky Łesia Curenko Flavia Pennetta Carla Suárez Navarro                 |
| 12.–13. | 24 marca | Miami Open Miami WTA Premier Mandatory 5 381 235 $ – Twarda                    | Serena Williams                    | 6:2, 6:0       | Carla Suárez Navarro                 | Simona Halep Andrea Petković   | Sabine Lisicki Karolína Plíšková Sloane Stephens Venus Williams                     |
| 12.–13. | 24 marca | Miami Open Miami WTA Premier Mandatory 5 381 235 $ – Twarda                    | Martina Hingis Sania Mirza         | 7:5, 6:1       | Jekatierina Makarowa Jelena Wiesnina | Simona Halep Andrea Petković   | Sabine Lisicki Karolína Plíšková Sloane Stephens Venus Williams                     |

### Kwiecień
| Tydzień | Data        | Turniej                                                                                            | Zwyciężczynie                                | Wynik          | Finalistki                         | Półfinalistki                                 | Ćwierćfinalistki                                                      |
| ------- | ----------- | -------------------------------------------------------------------------------------------------- | -------------------------------------------- | -------------- | ---------------------------------- | --------------------------------------------- | --------------------------------------------------------------------- |
| 14.     | 6 kwietnia  | Family Circle Cup Charleston WTA Premier 731 000 $ – Ceglana                                       | Angelique Kerber                             | 6:2, 4:6, 7:5  | Madison Keys                       | Lucie Hradecká Andrea Petković                | Irina-Camelia Begu Lauren Davis Sara Errani Danka Kovinić             |
| 14.     | 6 kwietnia  | Family Circle Cup Charleston WTA Premier 731 000 $ – Ceglana                                       | Martina Hingis Sania Mirza                   | 6:0, 6:4       | Casey Dellacqua Darija Jurak       | Lucie Hradecká Andrea Petković                | Irina-Camelia Begu Lauren Davis Sara Errani Danka Kovinić             |
| 14.     | 6 kwietnia  | Katowice Open Katowice WTA International Series 250 000 $ – Twarda (hala)                          | Anna Karolína Schmiedlová                    | 6:4, 6:3       | Camila Giorgi                      | Agnieszka Radwańska Alison Van Uytvanck       | Alizé Cornet Kirsten Flipkens Klára Koukalová Jelizawieta Kuliczkowa  |
| 14.     | 6 kwietnia  | Katowice Open Katowice WTA International Series 250 000 $ – Twarda (hala)                          | Ysaline Bonaventure Demi Schuurs             | 7:5, 4:6, 10–6 | Gioia Barbieri Karin Knapp         | Agnieszka Radwańska Alison Van Uytvanck       | Alizé Cornet Kirsten Flipkens Klára Koukalová Jelizawieta Kuliczkowa  |
| 15.     | 13 kwietnia | Claro Open Colsanitas Bogota WTA International Series 250 000 $ – Ceglana                          | Teliana Pereira                              | 7:6(2), 6:1    | Jarosława Szwiedowa                | Mariana Duque Mariño Elina Switolina          | Lourdes Domínguez Lino Irina Falconi Julja Gluszko Mónica Puig        |
| 15.     | 13 kwietnia | Claro Open Colsanitas Bogota WTA International Series 250 000 $ – Ceglana                          | Paula Cristina Gonçalves Beatriz Haddad Maia | 6:3, 3:6, 10–6 | Irina Falconi Shelby Rogers        | Mariana Duque Mariño Elina Switolina          | Lourdes Domínguez Lino Irina Falconi Julja Gluszko Mónica Puig        |
| 16.     | 20 kwietnia | Porsche Tennis Grand Prix Stuttgart WTA Premier 731 000 $ – Ceglana (hala)                         | Angelique Kerber                             | 3:6, 6:1, 7:5  | Caroline Wozniacki                 | Madison Brengle Simona Halep                  | Sara Errani Caroline Garcia Jekatierina Makarowa Carla Suárez Navarro |
| 16.     | 20 kwietnia | Porsche Tennis Grand Prix Stuttgart WTA Premier 731 000 $ – Ceglana (hala)                         | Bethanie Mattek-Sands Lucie Šafářová         | 6:4, 6:3       | Caroline Garcia Katarina Srebotnik | Madison Brengle Simona Halep                  | Sara Errani Caroline Garcia Jekatierina Makarowa Carla Suárez Navarro |
| 17.     | 27 kwietnia | Grand Prix de SAR La Princesse Lalla Meryem Marrakesz WTA International Series 250 000 $ – Ceglana | Elina Switolina                              | 7:5, 7:6(3)    | Tímea Babos                        | Kristina Mladenovic Anna Karolína Schmiedlová | Lara Arruabarrena Timea Bacsinszky Karin Knapp Flavia Pennetta        |
| 17.     | 27 kwietnia | Grand Prix de SAR La Princesse Lalla Meryem Marrakesz WTA International Series 250 000 $ – Ceglana | Tímea Babos Kristina Mladenovic              | 6:1, 7:6(5)    | Laura Siegemund Maryna Zanewśka    | Kristina Mladenovic Anna Karolína Schmiedlová | Lara Arruabarrena Timea Bacsinszky Karin Knapp Flavia Pennetta        |
| 17.     | 27 kwietnia | J&T Banka Prague Open Praga WTA International Series 250 000 $ – Ceglana                           | Karolína Plíšková                            | 4:6, 7:5, 6:3  | Lucie Hradecká                     | Kateřina Siniaková Yanina Wickmayer           | Denisa Allertová Klára Koukalová Danka Kovinić Barbora Strýcová       |
| 17.     | 27 kwietnia | J&T Banka Prague Open Praga WTA International Series 250 000 $ – Ceglana                           | Belinda Bencic Kateřina Siniaková            | 6:2, 6:2       | Kateryna Bondarenko Eva Hrdinová   | Kateřina Siniaková Yanina Wickmayer           | Denisa Allertová Klára Koukalová Danka Kovinić Barbora Strýcová       |

### Maj
| Tydzień | Data    | Turniej                                                                             | Zwyciężczynie                          | Wynik             | Finalistki                            | Półfinalistki                      | Ćwierćfinalistki                                                          |
| ------- | ------- | ----------------------------------------------------------------------------------- | -------------------------------------- | ----------------- | ------------------------------------- | ---------------------------------- | ------------------------------------------------------------------------- |
| 18.     | 2 maja  | Mutua Madrid Open Madryt WTA Premier Mandatory 4 185 405 $ – Ceglana                | Petra Kvitová                          | 6:1, 6:2          | Swietłana Kuzniecowa                  | Marija Szarapowa Serena Williams   | Irina-Camelia Begu Lucie Šafářová Carla Suárez Navarro Caroline Wozniacki |
| 18.     | 2 maja  | Mutua Madrid Open Madryt WTA Premier Mandatory 4 185 405 $ – Ceglana                | Casey Dellacqua Jarosława Szwiedowa    | 6:3, 6:7(4), 10–5 | Garbiñe Muguruza Carla Suárez Navarro | Marija Szarapowa Serena Williams   | Irina-Camelia Begu Lucie Šafářová Carla Suárez Navarro Caroline Wozniacki |
| 19.     | 11 maja | Internazionali BNL d’Italia Rzym WTA Premier 5 2 707 664 $ – Ceglana                | Marija Szarapowa                       | 4:6, 7:5, 6:1     | Carla Suárez Navarro                  | Darja Gawriłowa Simona Halep       | Wiktoryja Azaranka Alexandra Dulgheru Petra Kvitová Christina McHale      |
| 19.     | 11 maja | Internazionali BNL d’Italia Rzym WTA Premier 5 2 707 664 $ – Ceglana                | Tímea Babos Kristina Mladenovic        | 6:4, 6:3          | Martina Hingis Sania Mirza            | Darja Gawriłowa Simona Halep       | Wiktoryja Azaranka Alexandra Dulgheru Petra Kvitová Christina McHale      |
| 20.     | 18 maja | Internationaux de Strasbourg Strasburg WTA International Series 250 000 $ – Ceglana | Samantha Stosur                        | 3:6, 6:2, 6:3     | Kristina Mladenovic                   | Virginie Razzano Sloane Stephens   | Jelena Janković Madison Keys Ajla Tomljanović Jelena Wiesnina             |
| 20.     | 18 maja | Internationaux de Strasbourg Strasburg WTA International Series 250 000 $ – Ceglana | Chuang Chia-jung Liang Chen            | 4:6, 6:4, 12–10   | Nadija Kiczenok Zheng Saisai          | Virginie Razzano Sloane Stephens   | Jelena Janković Madison Keys Ajla Tomljanović Jelena Wiesnina             |
| 20.     | 18 maja | Nürnberger Versicherungscup Norymberga WTA International Series 250 000 $ – Ceglana | Karin Knapp                            | 7:6(5), 4:6, 6:1  | Roberta Vinci                         | Lara Arruabarrena Angelique Kerber | Misaki Doi Kurumi Nara Julija Putincewa Carina Witthöft                   |
| 20.     | 18 maja | Nürnberger Versicherungscup Norymberga WTA International Series 250 000 $ – Ceglana | Chan Hao-ching Anabel Medina Garrigues | 6:4, 7:6(5)       | Lara Arruabarrena Raluca Olaru        | Lara Arruabarrena Angelique Kerber | Misaki Doi Kurumi Nara Julija Putincewa Carina Witthöft                   |
| 21.–22. | 25 maja | French Open Paryż Wielki Szlem 15 980 135 $ – Ceglana                               | Serena Williams                        | 6:3, 6:7(2), 6:2  | Lucie Šafářová                        | Timea Bacsinszky Ana Ivanović      | Sara Errani Garbiñe Muguruza Elina Switolina Alison Van Uytvanck          |
| 21.–22. | 25 maja | French Open Paryż Wielki Szlem 15 980 135 $ – Ceglana                               | Bethanie Mattek-Sands Lucie Šafářová   | 3:6, 6:4, 6:2     | Casey Dellacqua Jarosława Szwiedowa   | Timea Bacsinszky Ana Ivanović      | Sara Errani Garbiñe Muguruza Elina Switolina Alison Van Uytvanck          |

### Czerwiec
| Tydzień | Data       | Turniej                                                                         | Zwyciężczynie                         | Wynik               | Finalistki                               | Półfinalistki                        | Ćwierćfinalistki                                                        |
| ------- | ---------- | ------------------------------------------------------------------------------- | ------------------------------------- | ------------------- | ---------------------------------------- | ------------------------------------ | ----------------------------------------------------------------------- |
| 23.     | 8 czerwca  | Aegon Open Nottingham Nottingham WTA International Series 250 000 $ – Trawiasta | Ana Konjuh                            | 1:6, 6:4, 6:2       | Monica Niculescu                         | Agnieszka Radwańska Alison Riske     | Lauren Davis Johanna Konta Sachia Vickery Yanina Wickmayer              |
| 23.     | 8 czerwca  | Aegon Open Nottingham Nottingham WTA International Series 250 000 $ – Trawiasta | Raquel Kops-Jones Abigail Spears      | 3:6, 6:3, 11–9      | Jocelyn Rae Anna Smith                   | Agnieszka Radwańska Alison Riske     | Lauren Davis Johanna Konta Sachia Vickery Yanina Wickmayer              |
| 23.     | 8 czerwca  | Topshelf Open ’s-Hertogenbosch WTA International Series 250 000 $ – Trawiasta   | Camila Giorgi                         | 7:5, 6:3            | Belinda Bencic                           | Kiki Bertens Jelena Janković         | Annika Beck Kristina Mladenovic Jarosława Szwiedowa Coco Vandeweghe     |
| 23.     | 8 czerwca  | Topshelf Open ’s-Hertogenbosch WTA International Series 250 000 $ – Trawiasta   | Asia Muhammad Laura Siegemund         | 6:3, 7:5            | Jelena Janković Anastasija Pawluczenkowa | Kiki Bertens Jelena Janković         | Annika Beck Kristina Mladenovic Jarosława Szwiedowa Coco Vandeweghe     |
| 24.     | 15 czerwca | Aegon Classic Birmingham Birmingham WTA Premier 731 000 $ – Trawiasta           | Angelique Kerber                      | 6:7(5), 6:3, 7:6(4) | Karolína Plíšková                        | Sabine Lisicki Kristina Mladenovic   | Simona Halep Daniela Hantuchová Kateřina Siniaková Carla Suárez Navarro |
| 24.     | 15 czerwca | Aegon Classic Birmingham Birmingham WTA Premier 731 000 $ – Trawiasta           | Garbiñe Muguruza Carla Suárez Navarro | 6:4, 6:4            | Andrea Hlaváčková Lucie Hradecká         | Sabine Lisicki Kristina Mladenovic   | Simona Halep Daniela Hantuchová Kateřina Siniaková Carla Suárez Navarro |
| 25.     | 22 czerwca | Aegon International Eastbourne Eastbourne WTA Premier 731 000 $ – Trawiasta     | Belinda Bencic                        | 6:4, 4:6, 6:0       | Agnieszka Radwańska                      | Sloane Stephens Caroline Wozniacki   | Darja Gawriłowa Johanna Konta Andrea Petković Cwetana Pironkowa         |
| 25.     | 22 czerwca | Aegon International Eastbourne Eastbourne WTA Premier 731 000 $ – Trawiasta     | Caroline Garcia Katarina Srebotnik    | 7:6(5), 6:2         | Chan Yung-jan Zheng Jie                  | Sloane Stephens Caroline Wozniacki   | Darja Gawriłowa Johanna Konta Andrea Petković Cwetana Pironkowa         |
| 26.–27. | 29 czerwca | Wimbledon Londyn Wielki Szlem 20 458 117 $ – Trawiasta                          | Serena Williams                       | 6:4, 6:4            | Garbiñe Muguruza                         | Agnieszka Radwańska Marija Szarapowa | Wiktoryja Azaranka Timea Bacsinszky Madison Keys Coco Vandeweghe        |
| 26.–27. | 29 czerwca | Wimbledon Londyn Wielki Szlem 20 458 117 $ – Trawiasta                          | Martina Hingis Sania Mirza            | 5:7, 7:6(4), 7:5    | Jekatierina Makarowa Jelena Wiesnina     | Agnieszka Radwańska Marija Szarapowa | Wiktoryja Azaranka Timea Bacsinszky Madison Keys Coco Vandeweghe        |

### Lipiec
| Tydzień | Data     | Turniej                                                                            | Zwyciężczynie                         | Wynik            | Finalistki                       | Półfinalistki                              | Ćwierćfinalistki                                                        |
| ------- | -------- | ---------------------------------------------------------------------------------- | ------------------------------------- | ---------------- | -------------------------------- | ------------------------------------------ | ----------------------------------------------------------------------- |
| 28.     | 13 lipca | BRD Bucharest Open Bukareszt WTA International Series 250 000 $ – Ceglana          | Anna Karolína Schmiedlová             | 7:6(3), 6:3      | Sara Errani                      | Polona Hercog Monica Niculescu             | Danka Kovinić Aleksandra Krunić Andreea Mitu Ana Tatiszwili             |
| 28.     | 13 lipca | BRD Bucharest Open Bukareszt WTA International Series 250 000 $ – Ceglana          | Oksana Kalasznikowa Demi Schuurs      | 6:2, 6:2         | Andreea Mitu Patricia Maria Țig  | Polona Hercog Monica Niculescu             | Danka Kovinić Aleksandra Krunić Andreea Mitu Ana Tatiszwili             |
| 28.     | 13 lipca | Collector Swedish Open Båstad WTA International Series 250 000 $ – Ceglana         | Johanna Larsson                       | 6:3, 7:6(2)      | Mona Barthel                     | Lara Arruabarrena Julija Putincewa         | Jana Čepelová Klára Koukalová Rebecca Peterson Barbora Strýcová         |
| 28.     | 13 lipca | Collector Swedish Open Båstad WTA International Series 250 000 $ – Ceglana         | Kiki Bertens Johanna Larsson          | 7:5, 6:4         | Tatjana Maria Olha Sawczuk       | Lara Arruabarrena Julija Putincewa         | Jana Čepelová Klára Koukalová Rebecca Peterson Barbora Strýcová         |
| 29.     | 20 lipca | TEB BNP Paribas Istanbul Cup Stambuł WTA International Series 250 000 $ – Twarda   | Łesia Curenko                         | 7:5, 6:1         | Urszula Radwańska                | Kirsten Flipkens Magdaléna Rybáriková      | Kateryna Bondarenko Cwetana Pironkowa Francesca Schiavone Roberta Vinci |
| 29.     | 20 lipca | TEB BNP Paribas Istanbul Cup Stambuł WTA International Series 250 000 $ – Twarda   | Darja Gawriłowa Elina Switolina       | 5:7, 6:1, 10–4   | Çağla Büyükakçay Jelena Janković | Kirsten Flipkens Magdaléna Rybáriková      | Kateryna Bondarenko Cwetana Pironkowa Francesca Schiavone Roberta Vinci |
| 29.     | 20 lipca | Nürnberger Gastein Ladies Bad Gastein WTA International Series 250 000 $ – Ceglana | Samantha Stosur                       | 3:6, 7:6(3), 6:2 | Karin Knapp                      | Sara Errani Anna Karolína Schmiedlová      | Annika Beck Polona Hercog Darja Kasatkina Danka Kovinić                 |
| 29.     | 20 lipca | Nürnberger Gastein Ladies Bad Gastein WTA International Series 250 000 $ – Ceglana | Danka Kovinić Stephanie Vogt          | 4:6, 6:4, 10–3   | Lara Arruabarrena Lucie Hradecká | Sara Errani Anna Karolína Schmiedlová      | Annika Beck Polona Hercog Darja Kasatkina Danka Kovinić                 |
| 30.     | 27 lipca | Baku Cup Baku WTA International Series 250 000 $ – Twarda                          | Margarita Gasparian                   | 6:3, 5:7, 6:0    | Patricia Maria Țig               | Karin Knapp Anastasija Pawluczenkowa       | Kirsten Flipkens Aleksandra Panowa Jewgienija Rodina Donna Vekić        |
| 30.     | 27 lipca | Baku Cup Baku WTA International Series 250 000 $ – Twarda                          | Margarita Gasparian Aleksandra Panowa | 6:3, 7:5         | Witalija Djaczenko Olha Sawczuk  | Karin Knapp Anastasija Pawluczenkowa       | Kirsten Flipkens Aleksandra Panowa Jewgienija Rodina Donna Vekić        |
| 30.     | 27 lipca | Brasil Tennis Cup Florianópolis WTA International Series 250 000 $ – Twarda        | Teliana Pereira                       | 6:4, 4:6, 6:1    | Annika Beck                      | Bethanie Mattek-Sands Anastasija Sevastova | Gabriela Cé Tereza Martincová Laura Siegemund María-Teresa Torró-Flor   |
| 30.     | 27 lipca | Brasil Tennis Cup Florianópolis WTA International Series 250 000 $ – Twarda        | Annika Beck Laura Siegemund           | 6:3, 7:6(1)      | María Irigoyen Paula Kania       | Bethanie Mattek-Sands Anastasija Sevastova | Gabriela Cé Tereza Martincová Laura Siegemund María-Teresa Torró-Flor   |

### Sierpień
| Tydzień | Data        | Turniej                                                               | Zwyciężczynie                        | Wynik                     | Finalistki                                     | Półfinalistki                        | Ćwierćfinalistki                                                               |
| ------- | ----------- | --------------------------------------------------------------------- | ------------------------------------ | ------------------------- | ---------------------------------------------- | ------------------------------------ | ------------------------------------------------------------------------------ |
| 31.     | 3 sierpnia  | Bank of the West Classic Stanford WTA Premier 731 000 $ – Twarda      | Angelique Kerber                     | 6:3, 5:7, 6:4             | Karolína Plíšková                              | Varvara Lepchenko Elina Switolina    | Mona Barthel Agnieszka Radwańska Alison Riske Ajla Tomljanović                 |
| 31.     | 3 sierpnia  | Bank of the West Classic Stanford WTA Premier 731 000 $ – Twarda      | Xu Yifan Zheng Saisai                | 6:1, 6:3                  | Anabel Medina Garrigues Arantxa Parra Santonja | Varvara Lepchenko Elina Switolina    | Mona Barthel Agnieszka Radwańska Alison Riske Ajla Tomljanović                 |
| 31.     | 3 sierpnia  | Citi Open Waszyngton WTA International Series 250 000 $ – Twarda      | Sloane Stephens                      | 6:1, 6:2                  | Anastasija Pawluczenkowa                       | Jekatierina Makarowa Samantha Stosur | Irina-Camelia Begu Louisa Chirico Christina McHale Monica Niculescu            |
| 31.     | 3 sierpnia  | Citi Open Waszyngton WTA International Series 250 000 $ – Twarda      | Belinda Bencic Kristina Mladenovic   | 7:5, 7:6(7)               | Lara Arruabarrena Andreja Klepač               | Jekatierina Makarowa Samantha Stosur | Irina-Camelia Begu Louisa Chirico Christina McHale Monica Niculescu            |
| 32.     | 10 sierpnia | Rogers Cup Toronto WTA Premier 5 2 513 000 $ – Twarda                 | Belinda Bencic                       | 7:6(5), 6:7(4), 3:0 krecz | Simona Halep                                   | Sara Errani Serena Williams          | Łesia Curenko Ana Ivanović Agnieszka Radwańska Roberta Vinci                   |
| 32.     | 10 sierpnia | Rogers Cup Toronto WTA Premier 5 2 513 000 $ – Twarda                 | Bethanie Mattek-Sands Lucie Šafářová | 6:1, 6:2                  | Caroline Garcia Katarina Srebotnik             | Sara Errani Serena Williams          | Łesia Curenko Ana Ivanović Agnieszka Radwańska Roberta Vinci                   |
| 33.     | 17 sierpnia | Western & Southern Open Cincinnati WTA Premier 5 2 513 000 $ – Twarda | Serena Williams                      | 6:3, 7:6(5)               | Simona Halep                                   | Jelena Janković Elina Switolina      | Ana Ivanović Anastasija Pawluczenkowa Lucie Šafářová Anna Karolína Schmiedlová |
| 33.     | 17 sierpnia | Western & Southern Open Cincinnati WTA Premier 5 2 513 000 $ – Twarda | Chan Hao-ching Chan Yung-jan         | 7:5, 6:4                  | Casey Dellacqua Jarosława Szwiedowa            | Jelena Janković Elina Switolina      | Ana Ivanović Anastasija Pawluczenkowa Lucie Šafářová Anna Karolína Schmiedlová |
| 34.     | 24 sierpnia | Connecticut Open New Haven WTA Premier 731 000 $ – Twarda             | Petra Kvitová                        | 6:7(6), 6:2, 6:2          | Lucie Šafářová                                 | Łesia Curenko Caroline Wozniacki     | Dominika Cibulková Caroline Garcia Karolína Plíšková Agnieszka Radwańska       |
| 34.     | 24 sierpnia | Connecticut Open New Haven WTA Premier 731 000 $ – Twarda             | Julia Görges Lucie Hradecká          | 6:3, 6:1                  | Chuang Chia-jung Liang Chen                    | Łesia Curenko Caroline Wozniacki     | Dominika Cibulková Caroline Garcia Karolína Plíšková Agnieszka Radwańska       |
| 35.–36. | 31 sierpnia | US Open Nowy Jork Wielki Szlem 20 102 700 $ – Twarda                  | Flavia Pennetta                      | 7:6(4), 6:2               | Roberta Vinci                                  | Simona Halep Serena Williams         | Wiktoryja Azaranka Petra Kvitová Kristina Mladenovic Venus Williams            |
| 35.–36. | 31 sierpnia | US Open Nowy Jork Wielki Szlem 20 102 700 $ – Twarda                  | Martina Hingis Sania Mirza           | 6:3, 6:3                  | Casey Dellacqua Jarosława Szwiedowa            | Simona Halep Serena Williams         | Wiktoryja Azaranka Petra Kvitová Kristina Mladenovic Venus Williams            |

### Wrzesień
| Tydzień | Data        | Turniej                                                                                 | Zwyciężczynie                         | Wynik           | Finalistki                          | Półfinalistki                                 | Ćwierćfinalistki                                                          |
| ------- | ----------- | --------------------------------------------------------------------------------------- | ------------------------------------- | --------------- | ----------------------------------- | --------------------------------------------- | ------------------------------------------------------------------------- |
| 37.     | 14 września | Coupe Banque Nationale Quebec WTA International Series 250 000 $ – Dywanowa (hala)      | Annika Beck                           | 6:2, 6:2        | Jeļena Ostapenko                    | Naomi Broady Mirjana Lučić-Baroni             | Samantha Crawford Lucie Hradecká Paula Kania Ana Tatiszwili               |
| 37.     | 14 września | Coupe Banque Nationale Quebec WTA International Series 250 000 $ – Dywanowa (hala)      | Barbora Krejčíková An-Sophie Mestach  | 4:6, 6:3, 12–10 | María Irigoyen Paula Kania          | Naomi Broady Mirjana Lučić-Baroni             | Samantha Crawford Lucie Hradecká Paula Kania Ana Tatiszwili               |
| 37.     | 14 września | Japan Women’s Open Tennis Tokio WTA International Series 250 000 $ – Twarda             | Yanina Wickmayer                      | 4:6, 6:3, 6:3   | Magda Linette                       | Christina McHale Ajla Tomljanović             | Kateryna Bondarenko Madison Brengle Hsieh Su-wei Zheng Saisai             |
| 37.     | 14 września | Japan Women’s Open Tennis Tokio WTA International Series 250 000 $ – Twarda             | Chan Hao-ching Chan Yung-jan          | 6:1, 6:2        | Misaki Doi Kurumi Nara              | Christina McHale Ajla Tomljanović             | Kateryna Bondarenko Madison Brengle Hsieh Su-wei Zheng Saisai             |
| 38.     | 21 września | Toray Pan Pacific Open Tokio WTA Premier 1 000 000 $ – Twarda                           | Agnieszka Radwańska                   | 6:2, 6:2        | Belinda Bencic                      | Dominika Cibulková Caroline Wozniacki         | Ana Ivanović Angelique Kerber Garbiñe Muguruza Karolína Plíšková          |
| 38.     | 21 września | Toray Pan Pacific Open Tokio WTA Premier 1 000 000 $ – Twarda                           | Garbiñe Muguruza Carla Suárez Navarro | 7:5, 6:1        | Chan Hao-ching Chan Yung-jan        | Dominika Cibulková Caroline Wozniacki         | Ana Ivanović Angelique Kerber Garbiñe Muguruza Karolína Plíšková          |
| 38.     | 21 września | Guangzhou International Women’s Open Kanton WTA International Series 250 000 $ – Twarda | Jelena Janković                       | 6:2, 6:0        | Denisa Allertová                    | Sara Errani Yanina Wickmayer                  | Simona Halep Swietłana Kuzniecowa Monica Niculescu Zheng Saisai           |
| 38.     | 21 września | Guangzhou International Women’s Open Kanton WTA International Series 250 000 $ – Twarda | Martina Hingis Sania Mirza            | 6:3, 6:1        | Xu Shilin You Xiaodi                | Sara Errani Yanina Wickmayer                  | Simona Halep Swietłana Kuzniecowa Monica Niculescu Zheng Saisai           |
| 38.     | 21 września | Korea Open Seul WTA International Series 500 000 $ – Twarda                             | Irina-Camelia Begu                    | 6:3, 6:1        | Alaksandra Sasnowicz                | Alison Van Uytvanck Anna Karolína Schmiedlová | Johanna Larsson Jelizawieta Kuliczkowa Sloane Stephens Mona Barthel       |
| 38.     | 21 września | Korea Open Seul WTA International Series 500 000 $ – Twarda                             | Lara Arruabarrena Andreja Klepač      | 2:6, 6:3, 10–6  | Kiki Bertens Johanna Larsson        | Alison Van Uytvanck Anna Karolína Schmiedlová | Johanna Larsson Jelizawieta Kuliczkowa Sloane Stephens Mona Barthel       |
| 39.     | 28 września | Dongfeng Motor Wuhan Open Wuhan WTA Premier 5 2 513 000 $ – Twarda                      | Venus Williams                        | 6:3, 3:0 krecz  | Garbiñe Muguruza                    | Angelique Kerber Roberta Vinci                | Johanna Konta Karolína Plíšková Anna Karolína Schmiedlová Coco Vandeweghe |
| 39.     | 28 września | Dongfeng Motor Wuhan Open Wuhan WTA Premier 5 2 513 000 $ – Twarda                      | Martina Hingis Sania Mirza            | 6:2, 6:3        | Irina-Camelia Begu Monica Niculescu | Angelique Kerber Roberta Vinci                | Johanna Konta Karolína Plíšková Anna Karolína Schmiedlová Coco Vandeweghe |
| 39.     | 28 września | Tashkent Open Taszkent WTA International Series 250 000 $ – Twarda                      | Nao Hibino                            | 6:2, 6:2        | Donna Vekić                         | Bojana Jovanovski Jewgienija Rodina           | Annika Beck Anna-Lena Friedsam Kateryna Kozłowa Johanna Larsson           |
| 39.     | 28 września | Tashkent Open Taszkent WTA International Series 250 000 $ – Twarda                      | Margarita Gasparian Aleksandra Panowa | 6:1, 3:6, 10–3  | Wiera Duszewina Kateřina Siniaková  | Bojana Jovanovski Jewgienija Rodina           | Annika Beck Anna-Lena Friedsam Kateryna Kozłowa Johanna Larsson           |

### Październik
| Tydzień | Data            | Turniej                                                                                       | Zwyciężczynie                    | Wynik             | Finalistki                                     | Półfinalistki                       | Ćwierćfinalistki                                                              |
| ------- | --------------- | --------------------------------------------------------------------------------------------- | -------------------------------- | ----------------- | ---------------------------------------------- | ----------------------------------- | ----------------------------------------------------------------------------- |
| 40.     | 3 października  | China Open Pekin WTA Premier Mandatory 6 157 160 $ – Twarda                                   | Garbiñe Muguruza                 | 7:5, 6:4          | Timea Bacsinszky                               | Ana Ivanović Agnieszka Radwańska    | Sara Errani Angelique Kerber Bethanie Mattek-Sands Anastasija Pawluczenkowa   |
| 40.     | 3 października  | China Open Pekin WTA Premier Mandatory 6 157 160 $ – Twarda                                   | Martina Hingis Sania Mirza       | 6:7(9), 6:1, 10–8 | Chan Hao-ching Chan Yung-jan                   | Ana Ivanović Agnieszka Radwańska    | Sara Errani Angelique Kerber Bethanie Mattek-Sands Anastasija Pawluczenkowa   |
| 41.     | 12 października | Generali Ladies Linz Linz WTA International Series 250 000 $ – Twarda (hala)                  | Anastasija Pawluczenkowa         | 6:4, 6:3          | Anna-Lena Friedsam                             | Kirsten Flipkens Johanna Larsson    | Denisa Allertová Madison Brengle Margarita Gasparian Aleksandra Krunić        |
| 41.     | 12 października | Generali Ladies Linz Linz WTA International Series 250 000 $ – Twarda (hala)                  | Raquel Kops-Jones Abigail Spears | 6:3, 7:5          | Andrea Hlaváčková Lucie Hradecká               | Kirsten Flipkens Johanna Larsson    | Denisa Allertová Madison Brengle Margarita Gasparian Aleksandra Krunić        |
| 41.     | 12 października | Prudential Hong Kong Tennis Open Hongkong WTA International Series 250 000 $ – Twarda         | Jelena Janković                  | 3:6, 7:6(4), 6:1  | Angelique Kerber                               | Samantha Stosur Venus Williams      | Alizé Cornet Caroline Garcia Darja Gawriłowa Heather Watson                   |
| 41.     | 12 października | Prudential Hong Kong Tennis Open Hongkong WTA International Series 250 000 $ – Twarda         | Alizé Cornet Jarosława Szwiedowa | 7:5, 6:4          | Lara Arruabarrena Andreja Klepač               | Samantha Stosur Venus Williams      | Alizé Cornet Caroline Garcia Darja Gawriłowa Heather Watson                   |
| 41.     | 12 października | Tianjin Open Tiencin WTA International Series 500 000 $ – Twarda                              | Agnieszka Radwańska              | 6:1, 6:2          | Danka Kovinić                                  | Bojana Jovanovski Karolína Plíšková | Tímea Babos Duan Yingying Jelizawieta Kuliczkowa Kristina Mladenovic          |
| 41.     | 12 października | Tianjin Open Tiencin WTA International Series 500 000 $ – Twarda                              | Xu Yifan Zheng Saisai            | 6:2, 3:6, 10–8    | Darija Jurak Nicole Melichar                   | Bojana Jovanovski Karolína Plíšková | Tímea Babos Duan Yingying Jelizawieta Kuliczkowa Kristina Mladenovic          |
| 42.     | 19 października | Kremlin Cup Moskwa WTA Premier 731 000 $ – Twarda (hala)                                      | Swietłana Kuzniecowa             | 6:2, 6:1          | Anastasija Pawluczenkowa                       | Łesia Curenko Darja Kasatkina       | Margarita Gasparian Flavia Pennetta Anastasija Sevastova Carla Suárez Navarro |
| 42.     | 19 października | Kremlin Cup Moskwa WTA Premier 731 000 $ – Twarda (hala)                                      | Darja Kasatkina Jelena Wiesnina  | 6:3, 6:7(7), 10–5 | Irina-Camelia Begu Monica Niculescu            | Łesia Curenko Darja Kasatkina       | Margarita Gasparian Flavia Pennetta Anastasija Sevastova Carla Suárez Navarro |
| 42.     | 19 października | BGL BNP Paribas Luxembourg Open Luksemburg WTA International Series 250 000 $ – Twarda (hala) | Misaki Doi                       | 6:4, 6:7(7), 6:0  | Mona Barthel                                   | Alison Van Uytvanck Stefanie Vögele | Jelena Janković Mirjana Lučić-Baroni Laura Siegemund Barbora Strýcová         |
| 42.     | 19 października | BGL BNP Paribas Luxembourg Open Luksemburg WTA International Series 250 000 $ – Twarda (hala) | Mona Barthel Laura Siegemund     | 6:2, 7:6(2)       | Anabel Medina Garrigues Arantxa Parra Santonja | Alison Van Uytvanck Stefanie Vögele | Jelena Janković Mirjana Lučić-Baroni Laura Siegemund Barbora Strýcová         |
| 43.     | 26 października | BNP Paribas WTA Finals Singapur WTA Championships 7 000 000 $ – Twarda (hala)                 | Agnieszka Radwańska              | 6:2, 4:6, 6:3     | Petra Kvitová                                  | Garbiñe Muguruza Marija Szarapowa   | Faza grupowa Simona Halep Angelique Kerber Flavia Pennetta Lucie Šafářová     |
| 43.     | 26 października | BNP Paribas WTA Finals Singapur WTA Championships 7 000 000 $ – Twarda (hala)                 | Martina Hingis Sania Mirza       | 6:0, 6:3          | Garbiñe Muguruza Carla Suárez Navarro          | Garbiñe Muguruza Marija Szarapowa   | Faza grupowa Simona Halep Angelique Kerber Flavia Pennetta Lucie Šafářová     |

### Listopad
| Tydzień | Data        | Turniej                                                               | Zwyciężczynie         | Wynik       | Finalistki                                     | Półfinalistki                 | Faza grupowa |
| ------- | ----------- | --------------------------------------------------------------------- | --------------------- | ----------- | ---------------------------------------------- | ----------------------------- | --- |
| 44.     | 2 listopada | WTA Elite Trophy Zhuhai WTA Championships 2 150 000 $ – Twarda (hala) | Venus Williams        | 7:5, 7:6(6) | Karolína Plíšková                              | Elina Switolina Roberta Vinci | Sara Errani Jelena Janković Madison Keys Swietłana Kuzniecowa Andrea Petković Anna Karolína Schmiedlová Carla Suárez Navarro Caroline Wozniacki Zheng Saisai |
| 44.     | 2 listopada | WTA Elite Trophy Zhuhai WTA Championships 2 150 000 $ – Twarda (hala) | Liang Chen Wang Yafan | 6:4, 6:3    | Anabel Medina Garrigues Arantxa Parra Santonja | Elina Switolina Roberta Vinci | Sara Errani Jelena Janković Madison Keys Swietłana Kuzniecowa Andrea Petković Anna Karolína Schmiedlová Carla Suárez Navarro Caroline Wozniacki Zheng Saisai |

## Wielki Szlem
| Turniej         | Gra pojedyncza  | Gra podwójna                         | Gra mieszana                     |
| Australian Open | Serena Williams | Bethanie Mattek-Sands Lucie Šafářová | Martina Hingis Leander Paes      |
| French Open     | Serena Williams | Bethanie Mattek-Sands Lucie Šafářová | Bethanie Mattek-Sands Mike Bryan |
| Wimbledon       | Serena Williams | Martina Hingis Sania Mirza           | Martina Hingis Leander Paes      |
| US Open         | Flavia Pennetta | Martina Hingis Sania Mirza           | Martina Hingis Leander Paes      |

## Wygrane turnieje

### gra pojedyncza – klasyfikacja tenisistek
| Lp. | Wygrane | Tenisistka                | Państwo           |
| 1   | 5       | Serena Williams           | Stany Zjednoczone |
| 2   | 4       | Angelique Kerber          | Niemcy            |
| 3   | 3       | Simona Halep              | Rumunia           |
|     | 3       | Petra Kvitová             | Czechy            |
|     | 3       | Agnieszka Radwańska       | Polska            |
| 4   | 2       | Timea Bacsinszky          | Szwajcaria        |
|     | 2       | Belinda Bencic            | Szwajcaria        |
|     | 2       | Jelena Janković           | Serbia            |
|     | 2       | Teliana Pereira           | Brazylia          |
|     | 2       | Anna Karolína Schmiedlová | Słowacja          |
|     | 2       | Samantha Stosur           | Australia         |
|     | 2       | Marija Szarapowa          | Rosja             |
|     | 2       | Venus Williams            | Stany Zjednoczone |
| 5   | 1       | Annika Beck               | Niemcy            |
|     | 1       | Irina-Camelia Begu        | Rumunia           |
|     | 1       | Łesia Curenko             | Ukraina           |
|     | 1       | Misaki Doi                | Japonia           |
|     | 1       | Sara Errani               | Włochy            |
|     | 1       | Margarita Gasparian       | Rosja             |
|     | 1       | Camila Giorgi             | Włochy            |
|     | 1       | Daniela Hantuchová        | Słowacja          |
|     | 1       | Nao Hibino                | Japonia           |
|     | 1       | Ana Konjuh                | Chorwacja         |
|     | 1       | Karin Knapp               | Włochy            |
|     | 1       | Swietłana Kuzniecowa      | Rosja             |
|     | 1       | Johanna Larsson           | Szwecja           |
|     | 1       | Garbiñe Muguruza          | Hiszpania         |
|     | 1       | Anastasija Pawluczenkowa  | Rosja             |
|     | 1       | Flavia Pennetta           | Włochy            |
|     | 1       | Andrea Petković           | Niemcy            |
|     | 1       | Karolína Plíšková         | Czechy            |
|     | 1       | Sloane Stephens           | Stany Zjednoczone |
|     | 1       | Elina Switolina           | Ukraina           |
|     | 1       | Lucie Šafářová            | Czechy            |
|     | 1       | Heather Watson            | Wielka Brytania   |
|     | 1       | Yanina Wickmayer          | Belgia            |
|     | 1       | Caroline Wozniacki        | Dania             |

### gra pojedyncza – klasyfikacja państw
| Lp. | Państwo           | Wygrane |
| 1   | Stany Zjednoczone | 8       |
| 2   | Niemcy            | 6       |
| 3   | Czechy            | 5       |
|     | Rosja             | 5       |
| 4   | Rumunia           | 4       |
|     | Szwajcaria        | 4       |
|     | Włochy            | 4       |
| 5   | Polska            | 3       |
|     | Słowacja          | 3       |
| 6   | Australia         | 2       |
|     | Brazylia          | 2       |
|     | Japonia           | 2       |
|     | Serbia            | 2       |
|     | Ukraina           | 2       |
| 7   | Belgia            | 1       |
|     | Chorwacja         | 1       |
|     | Dania             | 1       |
|     | Hiszpania         | 1       |
|     | Szwecja           | 1       |
|     | Wielka Brytania   | 1       |

### gra podwójna – klasyfikacja tenisistek
| Lp. | Wygrane | Tenisistka               | Państwo           |
| 1   | 10      | Martina Hingis           | Szwajcaria        |
|     | 10      | Sania Mirza              | Indie             |
| 2   | 5       | Bethanie Mattek-Sands    | Stany Zjednoczone |
| 3   | 4       | Chan Hao-ching           | Chińskie Tajpej   |
|     | 4       | Kristina Mladenovic      | Francja           |
|     | 4       | Lucie Šafářová           | Czechy            |
| 4   | 3       | Tímea Babos              | Węgry             |
|     | 3       | Raquel Kops-Jones        | Stany Zjednoczone |
|     | 3       | Laura Siegemund          | Niemcy            |
|     | 3       | Abigail Spears           | Stany Zjednoczone |
|     | 3       | Chan Yung-jan            | Chińskie Tajpej   |
| 5   | 2       | Lara Arruabarrena        | Hiszpania         |
|     | 2       | Belinda Bencic           | Szwajcaria        |
|     | 2       | Kiki Bertens             | Holandia          |
|     | 2       | Ysaline Bonaventure      | Belgia            |
|     | 2       | Liang Chen               | Chiny             |
|     | 2       | Johanna Larsson          | Szwecja           |
|     | 2       | Anabel Medina Garrigues  | Hiszpania         |
|     | 2       | Margarita Gasparian      | Rosja             |
|     | 2       | Garbiñe Muguruza         | Hiszpania         |
|     | 2       | Aleksandra Panowa        | Rosja             |
|     | 2       | Zheng Saisai             | Chiny             |
|     | 2       | Demi Schuurs             | Holandia          |
|     | 2       | Carla Suárez Navarro     | Hiszpania         |
|     | 2       | Jarosława Szwiedowa      | Kazachstan        |
|     | 2       | Xu Yifan                 | Chiny             |
| 6   | 1       | Mona Barthel             | Niemcy            |
|     | 1       | Annika Beck              | Niemcy            |
|     | 1       | Chuang Chia-jung         | Chińskie Tajpej   |
|     | 1       | Alizé Cornet             | Francja           |
|     | 1       | Gabriela Dabrowski       | Kanada            |
|     | 1       | Casey Dellacqua          | Australia         |
|     | 1       | Sara Errani              | Włochy            |
|     | 1       | Caroline Garcia          | Francja           |
|     | 1       | Darja Gawriłowa          | Rosja             |
|     | 1       | Julia Görges             | Niemcy            |
|     | 1       | Paula Cristina Gonçalves | Brazylia          |
|     | 1       | Beatriz Haddad Maia      | Brazylia          |
|     | 1       | Lucie Hradecká           | Czechy            |
|     | 1       | Oksana Kalasznikowa      | Gruzja            |
|     | 1       | Darja Kasatkina          | Rosja             |
|     | 1       | Ludmyła Kiczenok         | Ukraina           |
|     | 1       | Nadija Kiczenok          | Ukraina           |
|     | 1       | Andreja Klepač           | Słowenia          |
|     | 1       | Danka Kovinić            | Czarnogóra        |
|     | 1       | Barbora Krejčíková       | Czechy            |
|     | 1       | Sabine Lisicki           | Niemcy            |
|     | 1       | An-Sophie Mestach        | Belgia            |
|     | 1       | Asia Muhammad            | Stany Zjednoczone |
|     | 1       | Arantxa Parra Santonja   | Hiszpania         |
|     | 1       | Rebecca Peterson         | Szwecja           |
|     | 1       | Alicja Rosolska          | Polska            |
|     | 1       | Kateřina Siniaková       | Czechy            |
|     | 1       | Katarina Srebotnik       | Słowenia          |
|     | 1       | Elina Switolina          | Ukraina           |
|     | 1       | María-Teresa Torró-Flor  | Hiszpania         |
|     | 1       | Jelena Wiesnina          | Rosja             |
|     | 1       | Roberta Vinci            | Włochy            |
|     | 1       | Stephanie Vogt           | Liechtenstein     |
|     | 1       | Wang Yafan               | Chiny             |

### gra podwójna – klasyfikacja państw
Tytuły zdobyte przez zawodniczki z tego samego państwa, liczone są jako jeden triumf.
| Lp. | Państwo           | Wygrane |
| 1   | Szwajcaria        | 12      |
| 2   | Indie             | 10      |
| 3   | Stany Zjednoczone | 9       |
| 4   | Czechy            | 6       |
|     | Francja           | 6       |
|     | Hiszpania         | 6       |
| 5   | Niemcy            | 5       |
|     | Chińskie Tajpej   | 5       |
| 6   | Chiny             | 4       |
|     | Holandia          | 4       |
|     | Rosja             | 4       |
| 7   | Belgia            | 3       |
|     | Szwecja           | 3       |
|     | Węgry             | 3       |
| 8   | Kazachstan        | 2       |
|     | Słowenia          | 2       |
|     | Ukraina           | 2       |
| 9   | Australia         | 1       |
|     | Brazylia          | 1       |
|     | Czarnogóra        | 1       |
|     | Gruzja            | 1       |
|     | Kanada            | 1       |
|     | Liechtenstein     | 1       |
|     | Polska            | 1       |
|     | Włochy            | 1       |

## Obronione tytuły
- Lara Arruabarrena – Seul (debel)
- Martina Hingis – Miami (debel)
- Petra Kvitová – New Haven (singel)
- Sania Mirza – WTA Finals (debel)
- Aleksandra Panowa – Baku (debel)
- Elina Switolina – Stambuł (debel)
- Serena Williams – Miami, Cincinnati (singel)